# 小行星3525
小行星3525（3525 Paul）是一颗围绕太阳公转的小行星。1983年2月15日，諾曼·G·托馬斯在可可尼诺县发现了此天体。
这颗小行星的绝对星等为189.71390等。